# Paul Țene
Paul Țene (n. 27 martie 1991) este un jucător de fotbal român care evoluează la clubul Unirea Jucu. Este fiul lui Florin Tene.